# IC 2389
IC 2389 est une galaxie spirale barrée située dans la constellation de la Girafe. Sa vitesse par rapport au fond diffus cosmologique est de 2 424 ± 4 km/s, ce qui correspond à une distance de Hubble de 35,8 ± 2,5 Mpc (∼117 millions d'al). IC 2389 a été découverte par l'astronome français Guillaume Bigourdan en 1894.
La classe de luminosité d'IC 2389 est II et elle présente une large raie HI.
À ce jour, une dizaine de mesures non basées sur le décalage vers le rouge (redshift) donnent une distance de 23,290 ± 7,488 Mpc (∼76 millions d'al), ce qui est à l'extérieur des valeurs de la distance de Hubble.

## Groupe de NGC 2633
La galaxie IC 2389 fait partie du groupe de NGC 2633 qui comprend au moins 5 galaxies. Outre IC 2389 et NGC 2633, les 3 autres galaxies du groupe sont NGC 2551, NGC 2634 et NGC 2634A (= PGC 24760). 